# ЛіАЗ 6213
ЛіАЗ 6213 — 18-метровий низькопідлоговий міський автобус, що випускається на Лікінському автобусному заводі серійно з 2007 року, запроектували його ще у 2004 році. ЛіАЗ 6213 це майже той же ЛіАЗ 6212, однак вони мають багато відмінностей за своєю будовою, ЛіАЗ 6213 це принципово нова модель ЛіАЗу. ЛіАЗ 6213 було створено на базі ЛіАЗ 5292, це фактично його коротка модель.

## Опис моделі

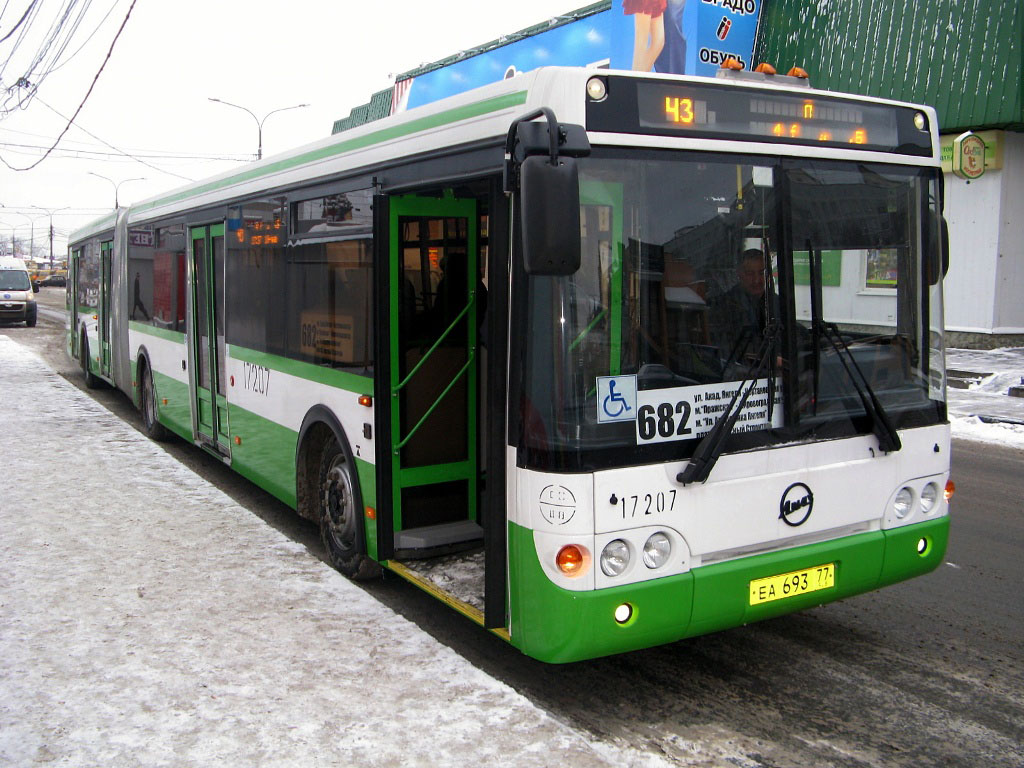
ЛіАЗ-6213.20

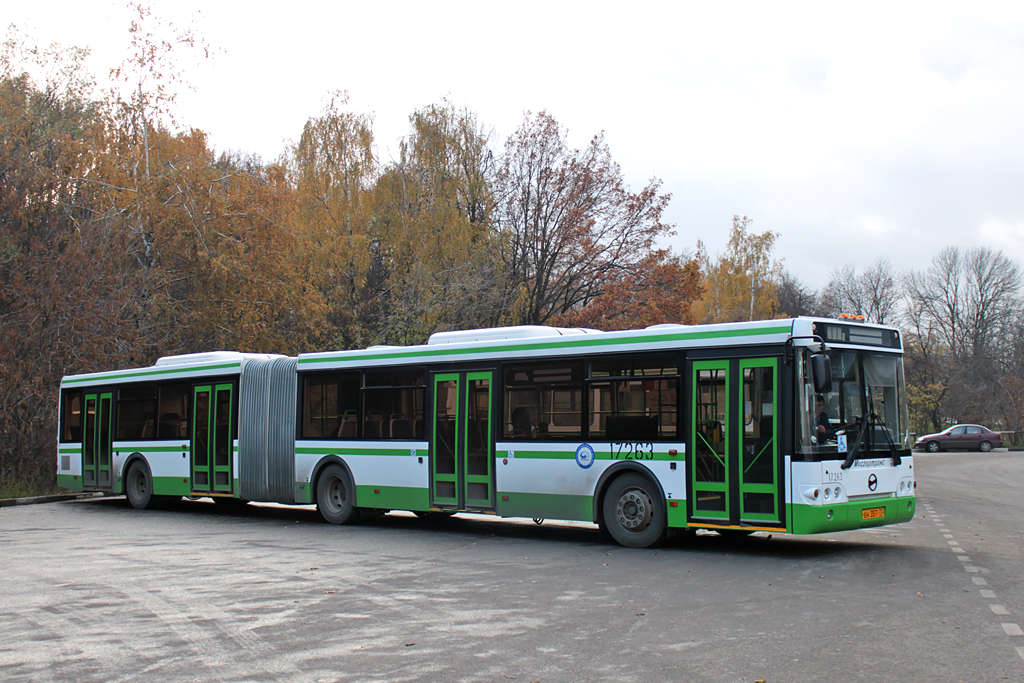
ЛіАЗ-6213.21

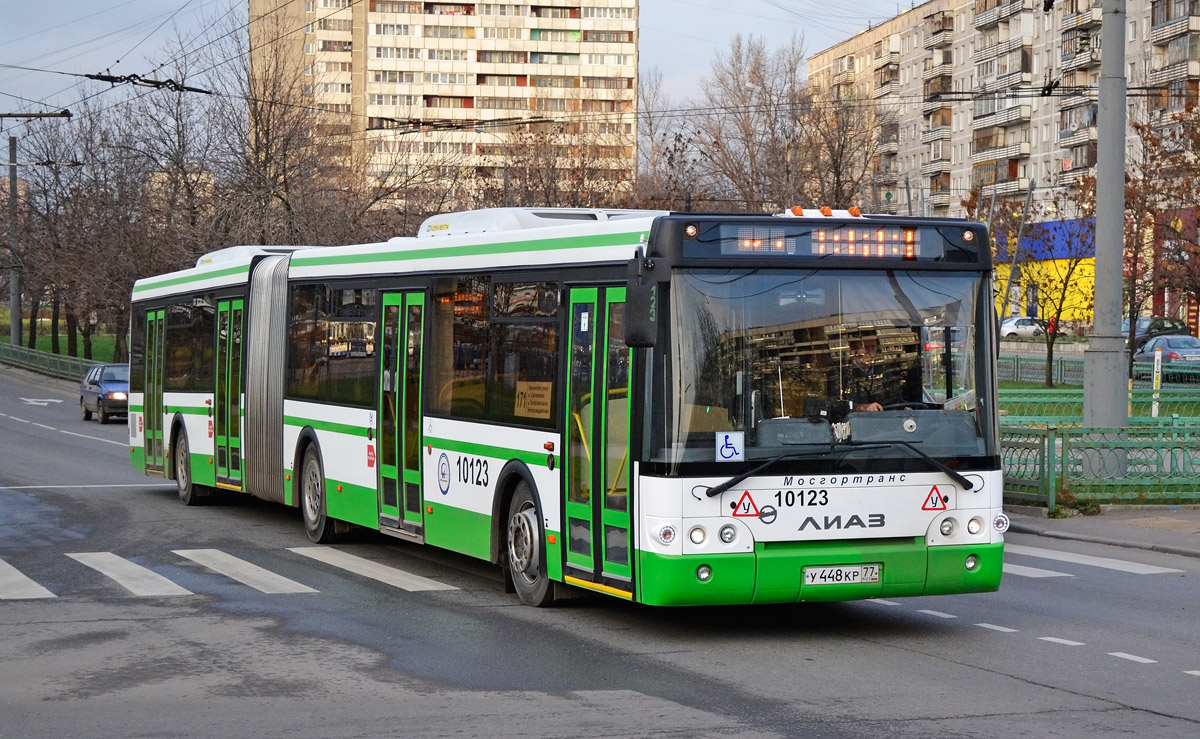
ЛіАЗ-6213.22

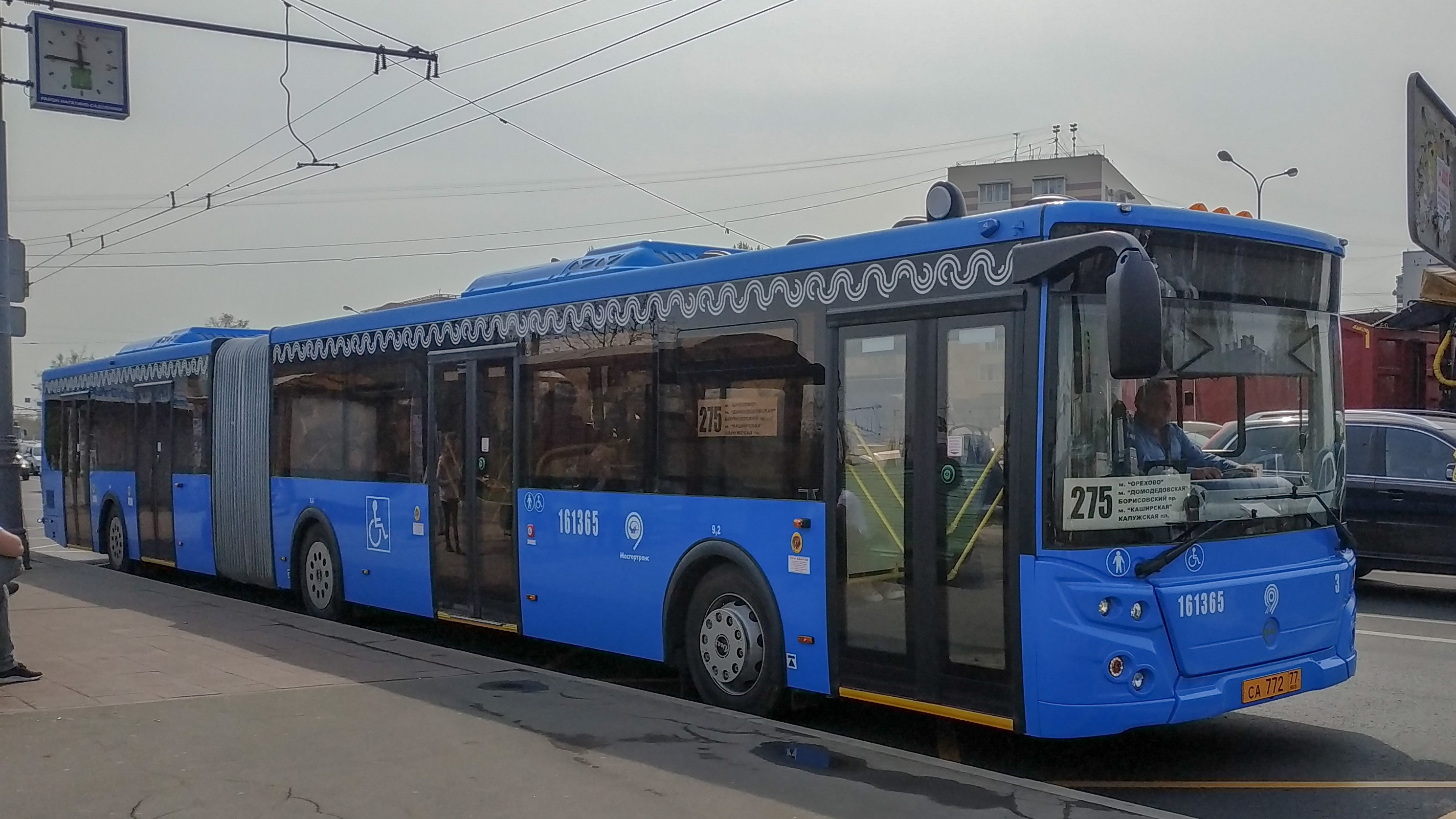
ЛіАЗ-6213

ЛіАЗ 6213 є принципово новою розробкою Лікінського автобусного заводу, тому дизайн автобуса майже не має спільного з його попередниками. 6213 модель добре пристосована для роботи у великих містах з великим пасажиропотоком. Габаритні розміри нової машини змінилися, автобус видовжився ще на 35 сантиметрів, і його довжина стала 18 метрів, довжина тягача становить 11 з половиною метрів, за гармошкою є 6.5 метровий хвіст автобуса; порівняно з ЛіАЗ 6212 автобус став дещо нижчим, проте на салоні (зокрема, його висоті) та комфорті пасажирів це ніяк не позначається. Модель та дизайн кузова залишається наразі незмінною у усіх його випусках, кузов автобус дволанковий, тримальний, двохвагонного компонування. 
Кузов автобуса цілковито оброблений антикорозійним покриттям, обшивка більшої частини кузова зроблена зі сталі, що значно підвищує ресурс кузова та строк служби автобуса (у цьому випадку — не менше ніж 15 років служби). У дизайні зовнішніх елементів у автобуса було зроблено чимало нововведень та замін, дизайн цього автобуса сильно змінено порівняно з іншими ЛіАЗами. Передок автобуса залишено прямим; лобове скло значно подовжено порівняно з ЛіАЗ 6212, наприклад. Лобове скло гнуте, безпечне, незатоноване, заокруглено з боків. Вітрове вікно залишено розділеним надвоє, 2 склоочисники переміщуються за допомогою тягових важелів. Світлотехніка на передку теж була змінена, фари цього автобуса круглі і вже парні, а не одинарні, при тому 4 головні фари округлі і меншого розміру, фари мають лінзове заскління, від чого значно збільшується їхня далекоглядність та й освітлення дороги стає кращим у цілому, ніж з одинарними фарами; фари, вмонтовані у бампер, що здебільшого застосовуються як протитуманні, вони стали меншого розміру і теж оснащені лінзовим засклінням. Бампер автобуса зварний, він приварений до кузова тому не виступає за габарити. Емблема Лікінського автобусного заводу розміщується над бампером, посередині між бампером та вітровим склом. Над лобовим склом розміщуються маршрутовказіввники, це електронні табло, інформація у них, кожна літера та цифра розміщуються у окремих клітинках, на відміну від багатьох Європейських автобусів, у яких табло суцільні. Електронні маршрутовказівники також розміщуються з правого боку автобуса. Бокові дзеркала зовнішнього виду сферичні, звішуються зверху у стилі «вуха зайця». На даху автобуса розміщуються 3 спеціальні габаритні вогні, що включаються під час перевезення пасажирів та розпізнають автобус як довгомірний транспортний засіб. 
Автобус має велику кількість габаритних вогнів по боковинах, на передку і задку, що робить його добре видимим у темну пору доби. Автобус тривісний, найбільше навантаження йде на 2 (10400 кілограм) і 3 осі (10800 кілограм); покришки та ободи автобуса можуть бути дискові або радіанні; автобус має пневматичну гальмівну систему та антиблокувальну систему ABS. Підвіска автобуса пневматично-важільна, усі мости автобуса виконано угорською фірмою Raba. Мотовідсік автобуса розташовується на задньому звисі; автобуси ЛіАЗ 6213 обладнаний двигуном MAN D0836, що відповідає екологічним нормам Euro-3. Оскільки автобус низькопідлоговий, більшу частину двигуна уміщено у задньому ряді салону. На відміну від ЛіАЗ 6212, 6213 модель не має заднього скла, його повністю заварено через розміщення двигуна. Бампер на задку чіткоокреслений, злегка виступає за габарити автобуса; світлотехніка на задку представлена задніми габаритним вогнями та фарами. Основною відмінною рисою автобуса є низька підлога (близько 36 сантиметрів над дорожньою поверхнею), та про це трохи пізніше. У автобуса є четверо двійчатих дверей поворотно-зсувного типу з системою протизащемлення, однак тут є один нюанс: двері автобуса можуть відкриватися поворотом-зсувом, а можуть відкриватися за сучаснішим способом — розсуванням, тобто відкриватися паралельно до кузова у різні сторони (як, наприклад у тролейбуса Белкоммунмаш 4200); так, передні двері можуть відкриватися поворотом-зсувом, а середні двері паралельно до кузова (як саме відкриваються двері вже залежить від самої розробки). Великою перевагою автобуса ЛіАЗ 6213 є низький рівень підлоги, який забезпечує швидкий вхід та вихід пасажирів до/з салону; така підлога дуже зручна для малих дітей та маломобільних громадян міст (пенсіонерів, інвалідів); по усій довжині салону сходинки відсутні. Висота салону автобуса, не зважаючи на загальну висоту 288 сантиметрів становить майже 2,4 метри, що є дуже зручним для людей високого зросту. Підлога автобуса застелена суцільнотягнутим килимом лінолеуму з лелітками, однак на порогах автобуса є спеціальні металічні вкладки, які відсутні у попередників ЛіАЗ 6213. Поручні автобуса ширші і «товстіші», ніж у ЛіАЗ 6212, вертикальні поручні розміщені у достатній кількості майже біля кожного ряду сидінь, на збірних майданчиках. Горизонтальні поручні розміщені зверху уздовж усього салону (крім дверних отворів та прольоту вузла зчленування); вони обладнуються пластиковими тримачами-ручками для забезпечення більшого комфорту. Сидіння автобуса м'які, роздільного типу, оббивка сидінь зроблена з різних синтетичних матеріалів, сидіння зазвичай встановлені попарно. Загальна кількість сидінь у автобусі — 39, це на сім більше, аніж у моделі 6212, яка використовувала і салон ЛіАЗ 5256, та і планування місць у ньому. Оскільки автобус низькопідлоговий, то він розрахований на перевезення пасажирів-інвалідів у візках, до того ж для цього є усі умови комфорту. Збірний майданчик зі спеціальним місцем для візка розташовується навпроти других дверей у тягачі, біля дверей є спеціальний металічний відкидний пандус, що має спеціальні підкріплення та витримує дорослу людину у візку. Інший примітний елемент автобуса це з'єднувальна секція, «гармошка». Гармошка цього автобуса цілком металічна з металевими пластинами, троси та інші елементи вузла з'єднання приховані від пасажирів. Вузол зчленування гармошки виконаний німецькою фірмою «Hϋbner»; вузол зчленування дозволяє стояти на ньому і переходити з секції у секцію, сама ж гармошка здатна вигинатися на 35°. У хвості автобуса (у другій секції) такого збірного майданчика немає, там розташовуються 14 сидячих місць, та і загалом дизайн другої секції від першої нічим не відрізняється. Бокові вікна автобуса ЛіАЗ 6213 вже суцільні і нерозділені, вони затоновані коричневим кольором, у салоні теж є невеликі тоновані стекла, наприклад на збірних майданчиках, вони виконують функцію відмежування. Вентиляція у салоні відбувається через обдувні люки на стелі салону і через зсувні кватирки на бокових вікнах. Опалення у салоні рідинне, від автономного нагрівача. Підсвітка у салоні у темну пору доби відбувається за допомогою плафонових світильників, що розташовуються на стелі салону. Загальна місткість салону 162 чоловіки (трохи менше ніж у ЛіАЗ 6212, пасажиромісткість якого становить 178 чоловік). Кабіна водія відокремлена від салону суцільною перегородкою, з салону до кабіни ведуть звичайні двері, передні двері відкриваються одночасно, окремого отвору для виходу/входу водія до кабіни немає. Дизайн місця водія теж модернізований порівняно з ЛіАЗ 6212. Крісло водія м'яке, з підресорами, у кабіні зручне планування місця та розташування клавіш на панелі приладів. Панель приладів пластикова, у формі напівкруглого торпедо. Показникові прилади (спідометр на 125 км/год, тахометр та інші допоміжні) розташовані навпроти кермової колонки з лівого боку панелі приладів; оскільки з лівого боку двері виходу немає, то і на допоміжній панелі розміщено декілька приладів; основні клавіші розміщено по боках панелі приладів. Кермо автобуса — ZF Servocom 8098.955 з гідропідсилювачем керма. У цього автобуса вже автоматична коробка передач ZF, тому педаль зчеплення відсутня, а керування автобусом здійснюється за допомогою двох педалей — акселератора («газ») та сповільнення ходу («гальмо»). Кабіна водія опалюється автономним нагрівником, вентиляція у кабіні відбувається завдяки зсувній кватирці. Цей автобус у швидкісних показниках не поступається ЛіАЗ 6212, він розвиває максимальну швидкість за 90 км/год.

## Переваги моделі ЛіАЗ 6213

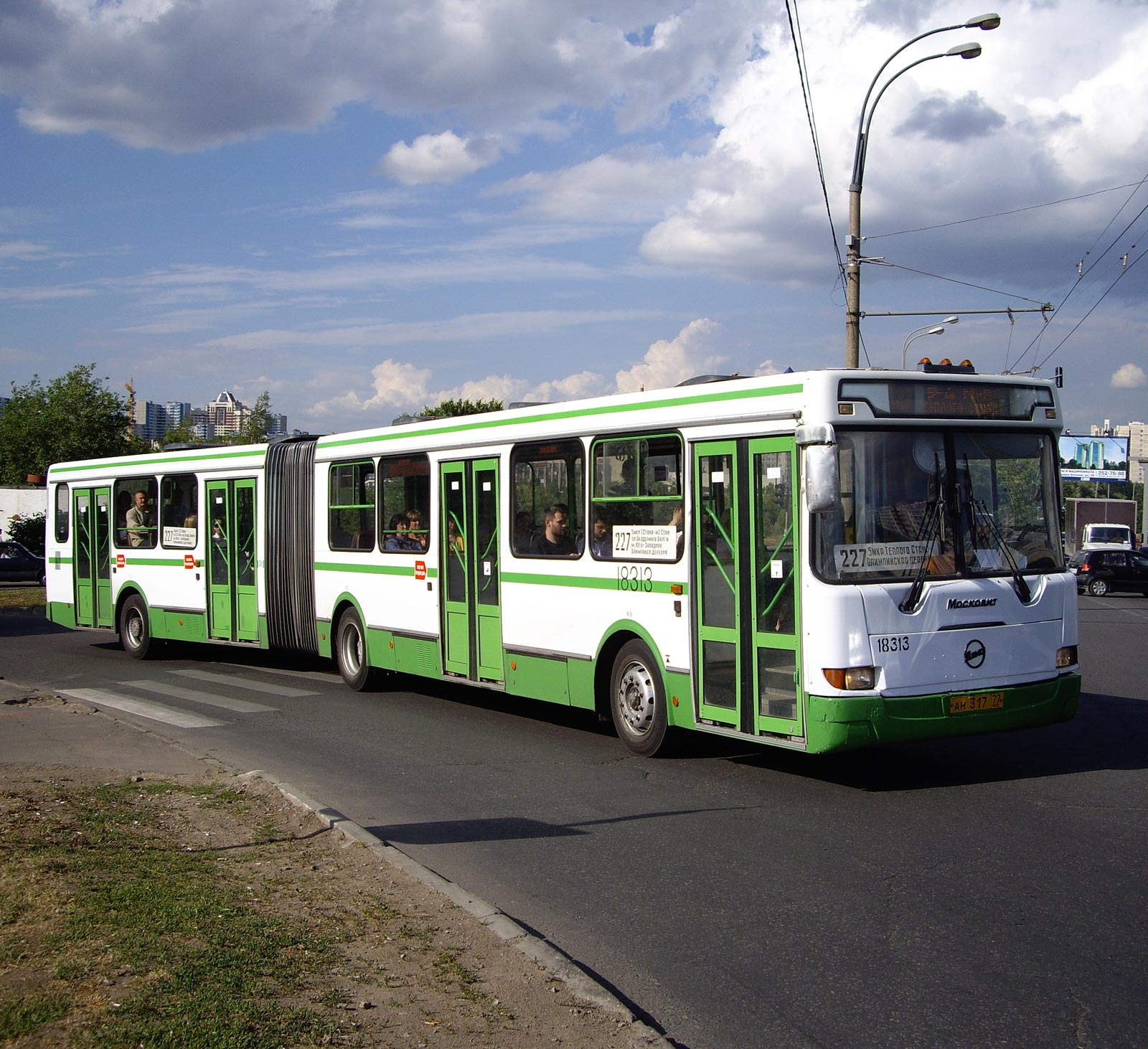
ЛіАЗ 6212, високопідлогова зчленована модель ЛіАЗ, подібний до ЛіАЗ 6213

ЛіАЗ 6213 є принципово новою розробкою ЛіАЗу, і у дизайні він не має майже нічого спільного з автобусом ЛіАЗ 6212; у автобуса новітній та сучасний дизайн. Дволанковий кузов автобуса повністю покритий антикорозійним покриттям, ресурс роботи кузова не менше ніж 15 років роботи, загалом дизайн кузова, що тішить око, блискуча обшивка. Серед інших переваг моделі 6213 є такі як електронні маршрутовказівники та двері, що відкриваються паралельно до кузова, що є ще одним нюансом у дизайні автобуса. Попри те, що автобус є нижчим від ЛіАЗ 6212, висота його салону майже два з половиною метри, що є дуже зручним для людей високого зросту.
Безсумнівною перевагою моделі ЛіАЗ 6213 є низька підлога уздовж усього салону, спеціальний пандус для в'їзду пасажирів на інвалідних візках, пандус дає можливість завозити у салон і колісну поклажу, і дитячі візки і багато іншого, що має колеса. Рівень комфорту салону дуже високий, пневмоважільна підвіска нівелює дефекти дорожнього покриття, робить розгін та гальмування автобуса плавним; іншими елементами комфорту є тоновані склопакети і м'які крісла, висока якість самого обладнання автобуса, вдале планування сидячих місць не спричиняє тисняви біля кабіни водія та на збірних майданчиках. Кабіна водія також зазнала змін у дизайні, нове кермо Servocom та напівкругла панель приладів роблять керування автобуса набагато легшим.

## Технічні характеристики
| ЛіАЗ 6213                                 | ЛіАЗ 6213                                                                                |
| ----------------------------------------- | ---------------------------------------------------------------------------------------- |
| Загальні дані                             |                                                                                          |
| Модель                                    | ЛіАЗ 6213                                                                                |
| Випускається з, рік                       | 2007                                                                                     |
| Подібні автобуси у модельному ряді (ЛіАЗ) | ЛіАЗ 6212, ЛіАЗ 5256                                                                     |
| Кількість випущених екземплярів, штук     | понад 100 штук                                                                           |
| Призначення                               | міський автобус-гармошка                                                                 |
| Кузов                                     |                                                                                          |
| Описання кузова                           | дволанковий чотириридверний, тримальний, двохвагонного компонування                      |
| Строк служби кузова, не менше ніж, роки   | 15                                                                                       |
| Габарити і елементи ззовні                |                                                                                          |
| Довжина кузова, мм                        | 17990                                                                                    |
| Ширина по молдінгу, мм                    | 2500                                                                                     |
| Висота, мм                                | 2880                                                                                     |
| Колісна база, мм                          | 5990 (тягач) 6000 (причеп)                                                               |
| Дорожній просвіт, мм                      | 152                                                                                      |
| Мінімальний радіус повороту, м            | 12.0                                                                                     |
| Споряджена маса, кг                       | 15163                                                                                    |
| Повна маса, кг                            | 26400                                                                                    |
| Фари (передок)                            | 6 4+2 протитуманні з лінзовим засклінням                                                 |
| Бокові дзеркала зовнішнього виду          | сферичні у стилі «вуха зайця»                                                            |
| Лобове скло                               | роздільне, гнуте, безколірне                                                             |
| Маршрутовказівники                        | електронні табло зверху лобового стекла або у кабіні                                     |
| Розташування мотовідсіку                  | задній звис (задок)                                                                      |
| Навантаження на передню вісь, кг          | 6800                                                                                     |
| Навантаження на середню вісь, кг          | 10400                                                                                    |
| Навантаження на задню вісь, кг            | 10800                                                                                    |
| Передній звис, мм                         | 2650                                                                                     |
| Задній звис, мм                           | 3380                                                                                     |
| Шасі і гальмівні системи                  |                                                                                          |
| Тип мостів                                | Raba A-138.34                                                                            |
| Підвіска                                  | пневматично-важільна                                                                     |
| Колеса/осі                                | радіанні/3, 6×2                                                                          |
| Гальмівні механізми                       | барабанного типу з клиновим розтиском                                                    |
| Робоча гальмівна система                  | пневматична, двоконтурна, з поділом на контури по осях                                   |
| Зупинна гальмівна система                 | гальмівні механізми заднього мосту з приводом від пружинних енергоакумуляторів           |
| Додаткова гальмівна система               | один з контурів робочої гальмівної системи, електродинамічне гальмо                      |
| ABS                                       | наявна                                                                                   |
| Салон і місце водія                       |                                                                                          |
| Двері до салону                           | 4 двійчасті з розвинутим засклінням і системою протизащемлення                           |
| Висота підлоги, см                        | 32 (низькопідлоговий)                                                                    |
| Настил підлоги                            | лінолеум                                                                                 |
| Поручні                                   | тонкого типу, жовтого кольору, горизонтальні з пластиковими ручками, вигнуті (див. опис) |
| Сидіння                                   | напівм'які, пластикові, роздільного типу                                                 |
| Підсвітка у салоні                        | плафонові світильники на даху                                                            |
| Вікна                                     | безпечні, клеєні, тоновані                                                               |
| Опалення у салоні                         | рідинне від системи охолодження двигуна та автономного опалювача                         |
| Вентиляція у салоні                       | через люки і зсувні кватирки                                                             |
| Кількість сидячих місць, шт               | 39 (25 у тягачі; 14 у причепі)                                                           |
| Повна пасажиромісткість, чол              | 162                                                                                      |
| Висота салону, см                         | 220—230                                                                                  |
| Кабіна водія                              | відокремлена від салону перегородкою                                                     |
| Панель приладів                           | з пластмаси                                                                              |
| Рульове керування                         | ZF 8098.955 Servocom гідропідсилювачем                                                   |
| Гармошка та вузол зчленування             |                                                                                          |
| Гармошка                                  | металічна зі сталевими пластинами                                                        |
| Вузол зчленування                         | Hϋbner                                                                                   |
| Максимальний кут вигину гармошки, °       | 35                                                                                       |
| Коробка передач                           |                                                                                          |
| Тип КПП                                   | автоматична                                                                              |
| Модель КПП                                | ZF                                                                                       |
| Двигун                                    |                                                                                          |
| Тип                                       | дизельний                                                                                |
| Назва двигуна                             | MAN-D0836                                                                                |
| Потужність, кіловат                       | 180                                                                                      |
| Обертальний момент, Нм                    | 975 при 1300—1700 об/хв                                                                  |
| Місткість паливного бака, літри           | 300                                                                                      |
| Число циліндрів, штук                     | 6                                                                                        |
| Робочий об'єм, літри                      | 6.874 літри                                                                              |
| Відповідність екологічним нормам          | Euro-3                                                                                   |
| Максимальна швидкість, км/год             | 90                                                                                       |